# Hugo Jury

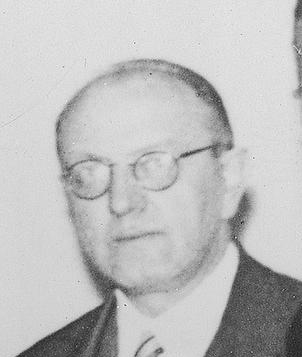
Hugo Jury (1938)

Hugo Jury (* 13. Juli 1887 in Mährisch Rothmühl, Bezirk Zwittau, Mähren, Österreich-Ungarn; † 8. Mai 1945 in Zwettl) war ein österreichischer nationalsozialistischer Politiker.

## Jugend und Studium
Jury war der Sohn von Hugo Jury (1856–1931), Oberlehrer in Mährisch Rothmühl, und der Julie Jury (1862–1934, geb. Haberhauer). Nach bestandener Matura nahm er 1905 das Studium der Medizin an der Karl-Ferdinands-Universität Prag auf. Während seines Studiums wurde er 1905 Mitglied der Burschenschaft Ghibellinia zu Prag und 1939 als Alter Herr auch der Wiener akademischen Burschenschaft Teutonia. 1908 diente er als Einjährig-Freiwilliger. Am 29. November 1908 wurde er während einer sogenannten „Graben-Schlacht“, d. h. einer Auseinandersetzung zwischen deutschnationalen und tschechischnationalen Studenten auf dem Prager-Altstadt-Boulevard „Am Graben“, mit mehreren Messerstichen verletzt.
Am 31. Oktober 1911 promovierte er zum Dr. med. Am 14. Jänner 1913 heiratete er in Wien Karoline Roppert.

## Karriere in Österreich

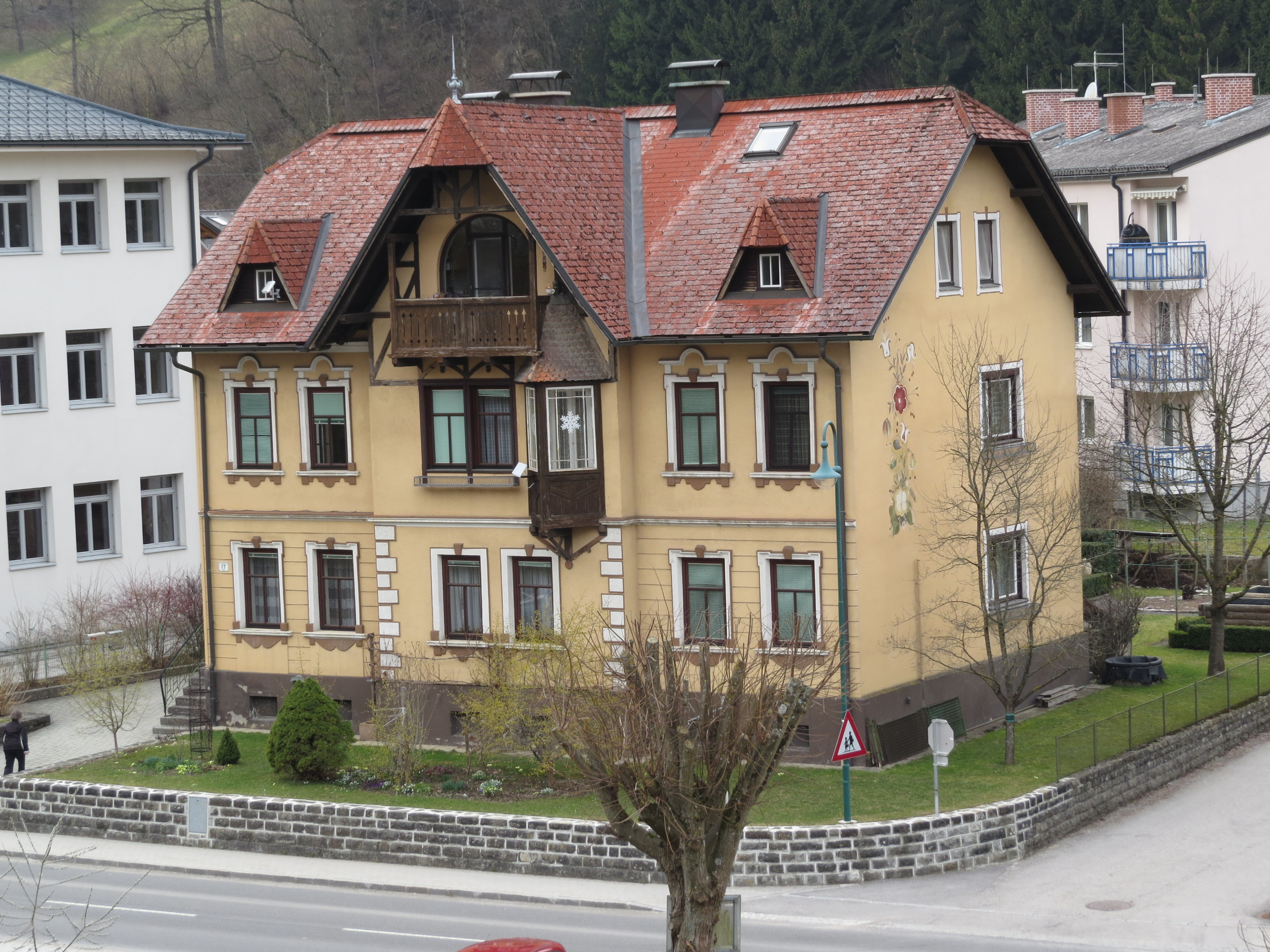
Das sogenannte Doktorhaus in Frankenfels, in dem Hugo Jury von 1913 bis 1919 wohnte.

Nach Spitalspraxis im Krankenhaus Brüx war Jury vorübergehend Schiffsarzt beim Österreichischen Lloyd. Nach mehreren Seereisen war er von 15. Jänner 1913 bis 15. Jänner 1919 als Gemeindearzt in Frankenfels tätig. Während des Ersten Weltkrieges war er 1915 kurzzeitig als Landsturmpflichtiger Zivilarzt in der k.u.k. Armee, wurde aber als unentbehrlich im Hinterlande dieser Pflicht enthoben. Er war als Chefarzt der Kriegsgefangenen-Offizierslager in Puchenstuben, Wienerbruck und Mitterbach, nicht weit von Frankenfels, eingesetzt.
Am 7. Juli 1918 wurde er für sein Wirken in der Gemeinde und seine Spenden an die Armen im Ort etc. Ehrenbürger von Frankenfels. Ab 15. Jänner 1919 war er Facharzt für Tuberkulose in St. Pölten.
Jury betätigte sich ab 1927 in der Heimwehr, von der er zum 14. Februar 1931 zur NSDAP übertrat (Mitgliedsnummer 441.338). In St. Pölten war er NSDAP-Ortsgruppenleiter und nach der Gemeinderatswahl 1932 Fraktionsvorsitzender seiner Partei im Gemeinderat. Nachdem in der Zeit des Austrofaschismus die österreichische NSDAP am 19. Juni 1933 verboten worden war, war er weiterhin im Untergrund für die NSDAP tätig, wofür er mehrere Male inhaftiert wurde, auch im Anhaltelager Wöllersdorf. In seiner Wiener Wohnung soll zeitweise die zweimal wöchentlich erscheinende NSDAP-Kampfschrift Die braune Front hergestellt worden sein. Zudem war er Mitglied des deutschnationalen Deutschen Klubs.
Nach dem Juliabkommen wurde er 1936 stellvertretender Landesleiter der illegalen NSDAP und hatte diese Funktion bis 1938 inne. Ab Februar 1937 führte er als Vorsitzender des zur Befriedung der nationalsozialistischen Opposition gebildeten Siebenerausschusses Verhandlungen mit dem austrofaschistischen System. Nach der von Hitler im Berchtesgadener Abkommen erzwungenen Regierungsumbildung wurde Jury am 20. Februar 1938 von Schuschnigg in den Staatsrat berufen und wurde Stellvertreter Arthur Seyß-Inquarts im Volkspolitischen Referat der Vaterländischen Front.
In der Nacht vom 11. auf den 12. März 1938, während des „Anschlusses“ Österreichs an das Deutsche Reich, wurde er zum Minister für soziale Verwaltung in der kurzlebigen Bundesregierung Seyß-Inquart ernannt.

## Karriere im Dritten Reich
Die gleiche Funktion übte Hugo Jury bis 20. Mai 1938 auch noch in der Landesregierung des Landes Österreich im Dritten Reich aus. Nach der Reichstagswahl 1938 wurde er Abgeordneter des nationalsozialistischen Reichstages. Am 24. Mai 1938 wurde er Gauleiter des Reichsgaues Niederdonau, sein Stellvertreter wurde am 10. November 1938 Karl Gerland.
Nach dem Anschluss wurde Jury auch ein Eintritt in die SS nahegelegt. Am 12. März 1938 wurde er im Rang eines SS-Sturmbannführers in die SS übernommen (SS-Nummer 292.777), wo er im Juni 1943 bis zum SS-Obergruppenführer aufstieg.
Zusätzlich wurden Hugo Jury zahlreiche weitere Funktionen übertragen: 1938 in der Reichsarbeitskammer und Führer der Landesstelle XVII des Roten Kreuzes, im März 1939 Leiter der Parteiverbindungsstelle beim „Reichsprotektorat“ Böhmen und Mähren, im September 1939 Beauftragter des Reichsverteidigungskommissars für Niederdonau, 1940 wurde er Reichsstatthalter und Wohnungskommissar, 1942 wurde er selbst Reichsverteidigungskommissar und Bevollmächtigter für den Arbeitseinsatz (d. h. Zwangsarbeitereinsatz) für den Reichsgau. Am 16. Juni 1943 wurde er von Heinrich Himmler zum Reichskommissar für die Festigung deutschen Volkstums in seinem Gau ernannt.
Hugo Jury war von Anfang an ein Verfechter der nationalsozialistischen Rassenhygiene. So unterstützte er neben der Familienförderung auch die Verfolgung von Juden, Sinti und Roma, Asozialen und psychisch oder physisch Kranke. In jedem Kreis wurden Stützpunkte der Deutschen Gesellschaft für Rassenhygiene eingerichtet.
Jury hatte besonderes Interesse daran, seine Heimatregion Mähren zu „germanisieren“, manche Verwaltungsbezirke Mährens waren nun Teil des Reichsgaus Niederdonau (z. B. Neubistritz, Znaim, Nikolsburg). Wirtschaftlich wollte Jury Niederdonau zu einem Mustergau entwickeln. Durch den Betrieb der von Hermann Göring gegründeten Wiener Neustädter Flugzeugwerke, in denen zeitweise 20.000 Menschen arbeiteten, konnte die Arbeitslosigkeit gesenkt und die Wirtschaft vorerst belebt werden. Zur Deckung der hohen Nachfrage nach Energie durch die Industrie wurde durch die Gauwerke Niederdonau ein einheitliches Strom-Verbundnetz geschaffen und der Ausbau der Erdölförderung wurde vorangetrieben.
Parallel zum Ausbau der Industrie wurde die Landwirtschaft modernisiert und technisiert. Viele bäuerliche Betriebe waren 1938 verschuldet und zum Teil von Zwangsversteigerungen bedroht. Unter dem Druck der NSDAP mussten die Gläubiger den Bauern kleine Schulden nachlassen, große Schulden wurden auf Antrag bis auf 51 Jahre umgeschuldet. Dadurch wurden die Bauern aber auch vom NS-Herrschaftssystem abhängig und erpressbar gemacht: Neuverschuldung und Veräußerungen wurden genehmigungspflichtig und es konnten Betriebsüberwachungen angeordnet werden. Die durch die Entschuldungen freiwerdende Mittel wurden von den Bauern zum Kauf von landwirtschaftlichen Maschinen genutzt. Allerdings zog der rasche Aufbau der Industrie auch Arbeitskräfte von der Landwirtschaft ab.
Unter dem Eindruck militärischer Siege wurden 1941 bereits wirtschaftliche Pläne für die Nachkriegszeit geschmiedet. Niederdonau sollte dabei im Rahmen der kontinentalen Großraumwirtschaft eine besondere Rolle spielen. Mit dem Dr. Hugo-Jury-Plan wurde ein umfangreicher Katalog von Maßnahmen geschaffen, der alle Lebens- und Wirtschaftsbereiche durchdringen und Niederdonau im nationalsozialistischen Sinne umgestalten sollte. 1942 wurden jedoch infolge des Kriegsverlaufs auf Führerbefehl alle Nachkriegsplanungen eingestellt.
Als der Arbeitskräftemangel in der Landwirtschaft, später auch in der Industrie, aufgrund des Kriegsbeginns bedrohliche Ausmaße annahm, wurden zur Aufrechterhaltung der Wirtschaft Kinder und ausländische Zivilarbeitskräfte, später vermehrt Zwangsarbeiter herangezogen. 1941 waren bereits 88.500 ausländische Arbeitskräfte im Landesarbeitsamtsbezirk Niederdonau-Wien registriert, im Jahr 1943 betrug der Anteil von Zwangsarbeitern in manchen Industriebetrieben über 70 % der Belegschaft. Schließlich wurden auch KZ-Häftlinge eingesetzt, um – besonders in der Rüstungsindustrie – den Arbeitskräftemangel auszugleichen. Dazu wurden Außenlager des KZ Mauthausen in Melk, Wiener Neustadt, Wiener Neudorf, Hinterbrühl, Hirtenberg, Schwechat, Amstetten, St. Valentin und St. Aegyd errichtet.
Gegen Kriegsende, als Wien an die Rote Armee zu fallen drohte, verlagerte sich die Gauleitung der NSDAP und die Reichsstatthalterei nach Westen und traf am 3. April in Krems ein. In der Nacht vom 8. zum 9. Mai 1945 beging Hugo Jury in Zwettl Selbstmord.
Die Rolle Jurys am Massaker im Zuchthaus Stein wurde nie endgültig geklärt. Erwiesen ist jedenfalls, dass einer der Haupttäter, der später dafür zum Tode verurteilte SA-Standartenführer und Kreisstabsführer des Volkssturms für den Kreis Krems, Leo Pilz ab März 1945 zur besonderen Verfügung für Gauleiter Jury gestellt wurde. Dieser gab später vor dem Volksgericht an, Jury habe am 6. April 1945 die Niederwerfung des angeblichen Häftlingsaufstandes angeordnet. Der ehemalige Generalstaatsanwalt Johann Karl Stich sagte vor Gericht aus, Jury hätte die Erschießung der 44 Häftlinge am 15. April 1945 befohlen. Dies könnte zwar genauso gut eine Schutzbehauptung Stichs sein, aber das Gericht ging bei dem Prozess gegen Stich von einer Verantwortung Jurys aus.
Am 7. Dezember 1948 fand ein Volksgerichtsverfahren gegen den abwesenden Beschuldigten Jury gemäß § 24 Volksgerichtsverfahrens- und Vermögensverfallgesetz 1947 wegen seiner illegalen NSDAP-Mitgliedschaft und der Beteiligung an der NSDAP-Machtergreifung in Österreich statt, in dem auf Vermögensverfall entschieden wurde.
Nach einer Aussage von Gottfried von Einem soll Jury eine Affäre mit Elisabeth Schwarzkopf gehabt haben.